# 弦楽四重奏曲第7番 (モーツァルト)
弦楽四重奏曲第7番 変ホ長調 K. 160 (159a) は、ヴォルフガング・アマデウス・モーツァルトが作曲した弦楽四重奏曲。6曲ある『ミラノ四重奏曲』のうちの6曲目であり、『ミラノ四重奏曲第6番』とも呼ばれる。

## 概要
『ミラノ四重奏曲』の最後を飾る作品であり、作曲時期は1773年の初め頃にミラノおよびザルツブルクで作曲されたといわれている。

## 曲の構成
全3楽章、演奏時間は約10分。曲の形こそは標準的な3楽章のイタリア式であるが、第1、第2楽章は活気に溢れているのに対して、終楽章の持っている雰囲気はザルツブルク風で、やや地味なところが見られる作品である。また第1楽章の主題は、有名な『ディヴェルティメント ニ長調』（K. 136）の終楽章の主題と非常によく似ている。
- 第1楽章 アレグロ
変ホ長調、4分の4拍子、ソナタ形式。
- 第2楽章 ウン・ポコ・アダージョ
変イ長調、4分の3拍子、二部形式。
- 第3楽章 プレスト
変ホ長調、4分の2拍子、ソナタ形式。